# Quinchamalium lomae
Quinchamalium lomae är en tvåhjärtbladig växtart som beskrevs av Pilger. Quinchamalium lomae ingår i släktet Quinchamalium och familjen Schoepfiaceae. Inga underarter finns listade i Catalogue of Life.